# Cédric Pioline
Cédric Pioline (Neuilly-sur-Seine, Franciaország, 1969. június 15. –) francia hivatásos teniszező.
Két Grand Slam-döntőbe jutott be: 1993 - US Open, 1997 - Wimbledon, mindkétszer Pete Sampras győzte le. Karrierje során 5 egyéni és egy páros ATP tornát nyert meg. Jelenleg ő a Paris Masters tornaigazgatója.

## Grand Slam-döntői

### Elvesztett döntői (2)
| Év   | Helyszín  | Ellenfél a döntőben | Eredmény a döntőben |
| 1993 | US Open   | Pete Sampras        | 6–4, 6–4, 6–3       |
| 1997 | Wimbledon | Pete Sampras        | 6–4, 6–2, 6–4       |

## ATP döntői

### Egyéni

#### Győzelmei (5)
| Tornagyőzelmek (egyéni) |
| Grand Slam (0)          |
| Tennis Masters Cup (0)  |
| ATP Masters Series (1)  |
| ATP Tour (5)            |

| No. | Dátum             | Helyszín                       | Borítás     | Ellenfél a döntőben | Eredmény a döntőben |
| 1.  | 1996. március 11. | Koppenhága, Dánia              | Szőnyeg (f) | Kenneth Carlsen     | 6–2, 7–6(7)         |
| 2.  | 1997. április 28. | Prága, Csehország              | Salak       | Bohdan Ulihrach     | 6–2, 5–7, 7–6(4)    |
| 3.  | 1999. június 14.  | Nottingham, Egyesült Királyság | Fű          | Kevin Ullyett       | 6–3, 7–5            |
| 4.  | 2000. február 14. | Rotterdam, Hollandia           | Kemény (f)  | Tim Henman          | 6–7(3), 6–4, 7–6(4) |
| 5.  | 2000. április 17. | Monte Carlo, Monaco            | Salak       | Dominik Hrbatý      | 6–4, 7–6(3), 7–6(6) |

#### Elvesztett döntői (4)
| No. | Dátum                | Helyszín                                                       | Borítás     | Ellenfél a döntőben   | Eredmény a döntőben |
| 1.  | 1992. október 26.    | Lyon, Franciaország                                            | Szőnyeg (f) | Pete Sampras          | 6–4, 6–2            |
| 2.  | 1993. április 26.    | Monte Carlo, Monaco                                            | Salak       | Sergi Bruguera        | 7–6, 6–0            |
| 3.  | 1993. szeptember 13. | US Open (teniszbajnokság), New York, Amerikai Egyesült Államok | Kemény      | Pete Sampras          | 6–4, 6–4, 6–3       |
| 4.  | 1993. október 11.    | Toulouse, Franciaország                                        | Kemény (f)  | Arnaud Boetsch        | 7–6, 3–6, 6–3       |
| 5.  | 1993. október 18.    | Bolzano, Olaszország                                           | Szőnyeg (f) | Jonathan Stark        | 6–3, 6–2            |
| 6.  | 1993. október 25.    | Lyon, Franciaország                                            | Szőnyeg (f) | Pete Sampras          | 7–6, 1–6, 7–5       |
| 7.  | 1994. augusztus 29.  | Long Island, Amerikai Egyesült Államok                         | Kemény      | Jevgenyij Kafelnyikov | 5–7, 6–1, 6–2       |
| 8.  | 1996., február 5.    | Zágráb, Horvátország                                           | Szőnyeg (f) | Goran Ivanišević      | 3–6, 6–3, 6–2       |
| 9.  | 1996, február 19.    | Marseille, Franciaország                                       | Kemény (f)  | Guy Forget            | 7–5, 6–4            |
| 10. | 1997. július 7.      | Wimbledon, London, Egyesült Királyság                          | Fű          | Pete Sampras          | 6–4, 6–2, 6–4       |
| 11. | 1998. március 2.     | London, Egyesült Királyság                                     | Szőnyeg     | Jevgenyij Kafelnyikov | 7–5, 6–4            |
| 12. | 1998. április 27.    | Monte Carlo, Monaco                                            | Salak       | Carlos Moyà           | 6–3, 6–0, 7–5       |

### Páros

#### Győzelmei (1)
| No. | Dátum           | Helyszín      | Borítás | Partner     | Ellenfelei a döntőben             | Eredmény a döntőben |
| 1.  | 1993. július 5. | Gstaad, Svájc | Salak   | Marc Rosset | Hendrik Jans Davids / Piet Norval | 6–3 3–6 7–6         |

#### Elvesztett döntői (1)
| No. | Dátum             | Helyszín              | Borítás     | Partner         | Ellenfelei a döntőben            | Eredmény a döntőben |
| 1.  | 2002. november 3. | Párizs, Franciaország | Szőnyeg (f) | Gustavo Kuerten | Nicolas Escudé / Fabrice Santoro | 3-6 6-76            |